# Segundo Matilla y Marina
Segundo Matilla y Marina (Madrid, 1862- Teià, 1937). Pintor nascut a Madrid i instal·lat i format a Catalunya.

## Biografia
Va cursar estudis de Belles Arts a l'Escola de la Llotja de Barcelona sota la direcció d'Antoni Caba. Es va especialitzar en la pintura de paisatges i marines, amb una marcada predilecció pels capvespres a la manera d'Eliseu Meifrèn. Són coneguts els seus paisatges i marines de Camprodon, Cadaqués i el Port de la Selva, entre altres llocs de Catalunya.
Va participar en l'Exposició Internacional de Barcelona de 1891, on va ser distingit amb Diploma Honorífic, i també en les de 1894, 1896 i 1898; va participar igualment en les Exposicions d'Art de Barcelona de 1918 i de 1919 i al Saló de París de 1897.
Va exposar individualment a la Sala Parés el 1914, amb un total de cent cinquanta obres entre retrats, paisatges i marines. També el 1915, en l'exposició al Saló Vilches de Madrid, es van vendre totes les obres exposades. Dos retrats i algunes marines les va comprar el Museu d'Art Modern de Madrid. Durant aquesta època, gran part de la seva producció va ser exportada a Amèrica.
Va destacar com a excel·lent retratista, mostrant-se molt eficaç en el domini de la tècnica, encara que han estat els seus paisatges i marines els que li van donar la fama. Entre els seus deixebles cal destacar el seu nebot, el pintor Joaquim Terruella, i el no menys important pintor Antoni Rosell Altimira, ambdós catalans.
La seva obra es troba en diferents museus, entre els quals el Museu del Prado de Madrid i el Museu Nacional d'Art de Catalunya, així com en importants col·leccions privades internacionals.